# Coelichneumon dolichopsis
Coelichneumon dolichopsis är en stekelart som först beskrevs av Heinrich 1934.  Coelichneumon dolichopsis ingår i släktet Coelichneumon och familjen brokparasitsteklar. Utöver nominatformen finns också underarten C. d. victoriae.